# Магерно
Магерно (итал. Magherno) је насеље у Италији у округу Павија, региону Ломбардија.
Према процени из 2011. у насељу је живело 1683 становника. Насеље се налази на надморској висини од 74 м.

## Становништво
Према резултатима пописа становништва 2011. у општини је живело 1.690 становника.
| 1936. | 1951. | 1961. | 1971. | 1981. | 1991. | 2001. | 2011. |
| ----- | ----- | ----- | ----- | ----- | ----- | ----- | ----- |
| 1.682 | 1.624 | 1.453 | 1.383 | 1.294 | 1.303 | 1.380 | 1.690 |